# کامی‌شی‌هیرو، هوکایدو
کامی‌شی‌هیرو، هوکایدو (به لاتین: Kamishihoro, Hokkaido) یک منطقهٔ مسکونی در ژاپن است که در Tokachi Subprefecture واقع شده‌است. کامی‌شی‌هیرو  ۵٬۳۱۴ نفر جمعیت دارد.